# Yousry Nasrallah
Yousry Nasrallah (àrab: يسرى نصر الله, Yusrī Naṣr Allāh) (el Caire, 1952) és un director de cinema egipci. Les produccions de Nasrallah s'han ocupat de temes com l'esquerra política, el fonamentalisme islàmic o l'expatriació.

## Filmografia
- وداعا بونابرت - Widāʿan ya-Bonaparte - Adéu Bonaparte (1985, guió i ajudant de direcció, direcció de Youssef Chahine).
- سرقات صيفية - Sariqāt ṣayfiyya (Lladres d'Estiu) (1985, direcció i guió).
- اليوم السادس - Al-yawm as-sādis - El sisè dia (1986, guió, direcció de Youssef Chahine).
- إسكندرية كمان وكمان - Iskandariyya kamān wa-kamān - Alexandria de nou i sempre (1990, guió, direcció de Youssef Chahine).
- مرسيدس - Mercedes - El Mercedes (1993, direcció i guió).
- صبيان وبنات - Ṣubyan wa-banāt - Nois i noies (1995, direcció i guió).
- المدينة - Al-madina - La ciutat (1999, direcció i guió, amb Claire Denis).
- باب الشمس. الرحيل والعودة - Bāb ax-Xams. Ar-raḥīl wa-l-ʿūda - Bab ax-Xams. L'anada i la tornada (2003, direcció, sobre una història d'Elias Khoury).
- جنينة الأسماك - Janīnat al-Asmāk - L'aquari (2008, direcció).
- إحكي يا شهرزاد - Ihkī ya-Xahrazād - Explica'm una història, Xahrazad (2009, direcció).
- 18 يوم - a18 yawm - 18 dies (2011, direcció d'un dels curtmetratge).
- بعد الموقعة - Baʿd al-mawqiʿa - Després de la batalla (2012, direcció).